# Corus tubericollis
Corus tubericollis är en skalbaggsart som beskrevs av Stefan von Breuning 1981. Corus tubericollis ingår i släktet Corus och familjen långhorningar. Inga underarter finns listade i Catalogue of Life.